# Маслак Володимир Тихонович
Маслак Володимир Тихонович (28 червня 1946 — 18 лютого 2012) — живописець. Член Національної спілки художників України (1990 р.)

## Біографія
Володимир Маслак народився 28 червня 1946 року в селі Парипси Попільнянського району Житомирської області. Свій перший малюнок вуглиною на комині зробив у шість років. Першим вчителем був Олександр Венгер, займався з ним вісім років.
В 1970 році закінчив художнє училище, спеціальність художник-оформлювач. В 1971 році закінчив Київський державний художній інститут, реставраційний факультет. Закінчивши інститут, працював у Музеї народної архітектури та побуту художником-реставратором, потім — головним художником реставраційних майстерень Києво-Печерської лаври.
1979—1981 рр. — головний художник Республіканського виробничого експериментального об'єднання.
З 1981 року працював викладачем малюнку і живопису в Київському художньо-промисловому технікумі (нині Київський державний інститут декоративно-прикладного мистецтва і дизайну імені М.Бойчука).
Працював у майстернях: Василя Гуріна, Івана Ковтонюка, Ніни Марченко.
Живописець мешкав в Києві. Помер 18 лютого 2012 року.

## Творчість
Володимир Маслак працював в галузі реалістичного мистецтва — портрет, пейзаж і натюрморт, станкові розписи. Найбільше було йому до душі — жанрові сюжети: народні звичаї, обряди. Герої його картин — це видатні люди, без яких вільна Україна була б неможлива, Іван Гончар, Олександр Мосіюк, який уперше підняв над Київською міською Радою синьо-жовтий прапор, народний депутат Іван Заєць, перший всенародно обраний Президент України Леонід Кравчук, поет-пісняр Вадим Крищенко, кобзар Василь Литвин.
До найкращих творінь художника Володимира Маслака належить портрет відомого скульптора, етнографа і збирача мистецьких скарбів Івана Макаровича Гончара, лауреата Національної премії імені Тараса Шевченка.
Перевагу він віддає жанровій картині. Взяти хоча б серію «Звичаї та обряди українського народу», провідне місце в якій посідає купальська тема. У картині «Ніч на Івана Купала» художник зобразив славетний хор «Гомін» під час святкування Купала на березі Дніпра, біля Венеціанської затоки.
Гідне місце у творчості В.Маслака посідає кобзарська тематика. До зразків самобутнього живопису належать полотна «Дума про Україну», в якій центральною постаттю є бандурист Віктор Лісовол, і «Наша дума, наша пісня не вмре, не загине», присвячена Василю Литвину.
Залюбований у своє місто, Володимир Маслак створив цілу серію картин «Краєвиди Києва». Це і архітектура, й мальовничі пейзажі: «Видубицький монастир весною» (1994), «Видубицький монастир восени» (1995), «Надвечір'я» (1994), що відтворює Венеціанську затоку у Гідропарку. Дуже вдалим вийшов осінній краєвид Інституту садівництва — «Білий сніг на жовтому листі» (1993). Околицю вулиці Петра Запорожця митець змалював у «Осінньому мотиві» 1994 року. Одним із найулюбленіших жанрів митця є натюрморт у техніці давніх майстрів. Як відомо, ця техніка цікава тим, що художник пише лесировками, багатошаровим малярством. Така техніка — довговічна. У техніці давніх майстрів Володимир Маслак створив «Натюрморт з лимоном» і «Натюрморт з кубком».
Митець не зупиняється на одній темі, на одному жанрі, на одній техніці. Головне — досягти бажаного художнього ефекту. Для нього малярство — це сама поезія, передана барвами. Натюрморт «Українська мелодія», є жанровою картиною. В образі Козака Мамая сконцентрована народна мудрість, дотепність і всеперемагаюча віра в життя. Філософ, воїн і водночас бандурист — він є символом України, її немеркнучим знаком. Поряд його вірний побратим — «кінь вороненький». Твір написаний за декоративним принципом малювання, яскравими барвами. Тут також присутні мистецькі атрибути: куманець, кухоль та ін.
Роботи перебувають в приватних колекціях в Україні та за кордоном.
Роботи:
- «Церква». с. Потеличі, Львівська обл. Полотно, олія (1972);
- «Кирило-Білозерський монастир». Полотно, олія (1973);
- «На ставку». с. Парипси, Житомирська обл. Полотно, олія (1975);
- «Перед дощем» с. Морозовець, Великоустюгський р-н. Картон, олія (1976);
- «Надвечір'я». с. Морозовець, Великоустюгський р-н. Картон, олія (1976);
- «Ранок» село Русанів, Київська обл. Полотно, олія (1982);
- «Початок перемоги» (триптих про подвиг 94-го прикордонного загону) Полотно, олія (1985);
- «Натюрморт зі стрічками» Полотно, олія (1988)
- «Видубицький монастир» (весняний мотив) Полотно, олія (1989)
- «Осінь в селі Попільня» Полотно, олія (1992)
- «Осінь у Корчуватому» Полотно, олія (1992)
- «Моє дитинство» с. Парипси, Житомирська обл. Полотно, олія (1993)
- «На Дніпрі» Полотно, олія (1994)
- «Натюрморт з квітами» Полотно, олія (1994)
- «У ніч на Івана Купала» Полотно, олія (1994)
- «Українська мелодія» натюрморт. Полотно, олія (1995)
- «Видубицький монастир» (осінній мотив) Полотно, олія (1995)
- «Натюрморт з лимоном» Полотно, олія (1996)
- «Над озером» м. Боярка, Київська обл. Полотно, олія (1996)
- «Дари осені» Полотно, олія (1997)
- «Півонії» натюрморт. Полотно, олія (1997)
- «Троянди» Полотно, олія (1997)
- «Тюльпани» Полотно, олія (1997)
- «Осінній пейзаж» Полотно, олія (1999)
- «Росте черешня в мами на городі» Полотно, олія (1999)
- «Троянди Одеси» Полотно, олія (2001)
- «Натюрморт з раками» Полотно, олія (2003)
- «Білий сніг на жовтому листі» Полотно, олія (2004)
- «Троянди» Полотно, олія (2006)
- «Троянди» натюрморт. Полотно, олія (2006)
- «Бузок» натюрморт. Полотно, олія (2008)

Портрети:
- «Абітурієнтка Ганна». Полотно, олія (1985)
- «Оголена». Полотно, олія (1985)
- «М. А. Посмітухін». Полотно, олія (1987)
- «Дочка Оксана» Полотно, олія (1987)
- «Т. Г. Шевченко» Полотно, олія (1989)
- «Євгенія» Полотно, олія (1989)
- «Іван Гончар» Полотно, олія (1994)
- «В.Литвин» Наша дума наша пісня. Полотно, олія (1995)
- «П. М. Автомонов» письменник. Полотно, олія (1995)
- «Віктор Лісовол» Дума про Україну. Полотно, олія (1995)
- «Олександр Мосіюк» Полотно, олія (1996)
- «І.Заєць» народний депутат. Полотно, олія (1996)
- «В.Крищенко» поет-пісняр. Полотно, олія (1996)
- «Перший президент Л. М. Кравчук» Полотно, олія (1996)
- «Рождественська Тетяна» викладач гуманітарного ліцею. Полотно, олія; 1996 р.
- «Петро Кононенко» Полотно, олія (1997)
- «Людина і час» Полотно, олія (1998)
- «Т.Костник» лікар. Полотно, олія (1998)
- «Слухаючи мелодію» дочка Тетяна. Полотно, олія (1998)
- «М.Наєнко» (професор університету імені Т.Шевченка). Полотно, олія (1998)
- «Ліцеїстка» Полотно, олія (1999)
- "Л.Ященко, керівник хору «Гомін» Полотно, олія (1999)
- «Ірина» Полотно, олія (1999)
- «Ала» Полотно, олія (1999)
- «Галина» Полотно, олія (1999)
- «Дружина» Полотно, олія (2002)
- «Мати» Полотно, олія (2002)
- «Н.Семенюк» Полотно, олія (2002)
- «Рима» Полотно, олія (2004)
- «Л. О. Закревська» (портрет депутата Київміськради). Полотно, олія (2004)
- «Слава» онук. Полотно, олія (2005)
- «Оксана» дочка. Полотно, олія (2006)
- «Світлана Шафар» (піаністка, поетеса, композитор). Картон, пастель (2007)
- «Іван Семенович Козловський» (народний артист). Полотно, олія (2008)
- «Бард Валентин Михайлюк та співачка Галина Нога» Полотно, олія (2008)
- «Микола Луків». Полотно, олія; 2008р
- «Слободян О. В.» (президент АО «Оболонь»). Полотно, олія 2010 р.

## Виставки
- Республіканська художня виставка «Мальовнича Україна», «Натюрморт зі стрічками» — 1987 р. м. Київ.
- Художня виставка «Людина і світ», «Портрет письменника П.Автомонова» — 1988 р. м. Київ.
- Республіканська художня виставка, посвячена 175-річчю від Дня народження Т. Г. Шевченка «Портрет Ганни» — 1989 р. м. Київ.
- Художня виставка, присвячена 45-річчю перемоги у Великій Вітчизняній війні, «Моє дитинство» — 1990 р. м. Київ.
- Художня виставка, присвячена 500-річчю козацтва, «Наша дума, наша пісня, не вмре, не загине» — 1995 р. м. Київ.
- Художня виставка, присвячена 50-річчю Спілки Художників «Моє дитинство»,
- Республіканська художня виставка «Українська мелодія»,
- Республіканська художня виставка (виставковий зал, вул. Горького М.) «Білий сніг на жовтому листі», «Кирило-білозерський монастир», «Моє дитинство» — м. Київ.
- Художня виставка (виставковий зал Фонду культури) «Надвечір'я» — м. Київ.
- Художня виставка в Художньо-промисловому технікумі (нині Інститут прикладних мистецтв та дизайну ім. Бойчука) Натюрморти та пейзажі. — Періодично до 2000 р. м. Київ.
- Художня виставка з нагоди 60-річчя Художньо-промислового Технікуму, де експонувалися такі роботи: Картина портрет «Президент і політика», Пейзажі — «Золота осінь», «Перед дощем» — м. Київ.
- Персональна художня виставка в Українському домі — 1996 р. м. Київ.
- Художня виставка (разом з художником-іконописцем М.Бенедищуком) — 1999 р. м. Київ.
- Художня виставка до дня художника Портрет доньки «Біля мариноньки» — 2006 р. м. Київ.
- Художня виставка до дня художника «Дума про Україну» — 2007 р. м. Київ.
- Персональна художня виставка у Фонді культури — 2008 р. м. Київ.
- Персональна художня виставка — 20.09.2012 р. м. Київ (але на жаль без нього)

## В періодичній пресі
- М.Литвин. «Синиця і Журавель!» Журнал «Сільські обрії» № 7 липень, 1991 р.
- В.Баштас. "Дашан в «Українському домі» (світська хроніка — Газета «Вечірній Київ» 04.07.1996 р.
- В.Іваненко. «Під новою зорею» (враження) — Газета «Хрещатик» 05.07.1996 р. М.Литвин. «Краса і зброя» (мистецтво) — Газета «Наш час» 13.09.1996 р.
- А.Афоніна. «Живопись для меня — это все» — Газета «Киевский вестник» 05.08.1997 р.
- М.Луговик. «Пісня, виконана пензлем і фарбами, в дарунок» — Газета «Сільський час» 28.05.1999 р.
- В.Могилевський. «Сонячний оптимізм» — Журнал «Україна» 05.2000 р.
- Т.Маслак «Згораючи, світити людям» — Журнал «Дніпро» 09.10 2002 р.
- Публікація художніх творів — Каталог «Туризм в Україні» 2003/2004 рр.
- Публікація художніх творів — Атлас-каталог «Київ» 2003/2004 рр.
- Публікація художніх творів — Книга «Художники України» 2005 р.
- Т.Маслак «Пісня його душі» — Газета «Хрещатик» 13.01.2006 р.
- Журнал «Освіта» (статті) Січень 2007 р.
- Публікація художніх творів — Книга «Художники України» 2008 р.